# Светско првенство у пливању 2025 — 800 м слободно за мушкарце
Пливачке трке у дисциплини 800 метара слободним стилом за мушкарце на Светском првенству у пливању 2025. одржане су 29. јула (квалификације) и 30. јула (финале) као део програма Светског првенства у воденим спортовима. Трке су се одржавале у базену спортског комплекса Singapore Sports Hub у Сингапуру.
За трке у овој дисциплини било је пријављено 26 такмичара из 21 земље учеснице првенства. 
Титулу светског првака освојио је тунишки пливач Ахмед Џоади, коме је то била прва медаља у каријери освојена на светским првенствима у великим базенима. Сребрну и бронзану медаљу су освојили репрезентативци Немачке Свен Шварц и Лукас Мертенс. 

## Освајачи медаља
|                   | Резултат |                  | Резултат |                     | Резултат |
|                   |          |                  |          |                     |          |
| Ахмед Џоади (ТУН) | 7:36.88  | Свен Шварц (НЕМ) | 7:39.96  | Лукас Мертенс (НЕМ) | 7:40.19  |

## Званични рекорди
Пре почетка такмичења званични рекорди у овој дисциплини су били следећи:
| Рекорд                         | Име            | Резултат | Место         | Датум         |
| ------------------------------ | -------------- | -------- | ------------- | ------------- |
| Светски рекорд СР              | Џанг Лин (КИН) | 7:32.12  | Рим (Италија) | 26. јул 2009. |
| Рекорд светских првенстава РПр | Џанг Лин (КИН) | 7:32.12  | Рим (Италија) | 26. јул 2009. |

## Квалификације
Квалификационе трке у дисциплини 800 метара слободним стилом за мушкарце су пливане 29. јула, у јутарњем делу програма, са почетком од 11.05 часова по локалном времену (UTC+8). За трке је било пријављено 26 такмичара из 21 земље учеснице, пливало се у 3 квалификационе групе, а директан пласман у финале остварило је 8 пливача са најбољим резултатима квалификација.
| Пл. | Група | Стаза | Пливач                       | Репрезентација   | Време   | Нап.    |
| --- | ----- | ----- | ---------------------------- | ---------------- | ------- | ------- |
| 1.  | 2     | 3     | Ахмед Џоади                  | Тунис            | 7:41.58 | КВ      |
| 2.  | 3     | 3     | Самјуел Шорт                 | Аустралија       | 7:42.22 | Одустао |
| 3.  | 3     | 4     | Свен Шварц                   | Немачка          | 7:43.60 | КВ      |
| 4.  | 3     | 5     | Боби Финк                    | Сједињене Државе | 7:44.02 | КВ      |
| 5.  | 2     | 8     | Виктор Јохансон              | Шведска          | 7:44.81 | КВ НР   |
| 6.  | 2     | 7     | Кузеј Тунчели                | Турска           | 7:45.13 | КВ НР   |
| 7.  | 2     | 5     | Лукас Мертенс                | Немачка          | 7:45.54 | КВ      |
| 8.  | 2     | 4     | Данијел Вифен                | Ирска            | 7:46.36 | КВ      |
| 9.  | 3     | 2     | Бенџамин Гудеманс            | Аустралија       | 7:48.66 | КВ      |
| 10. | 2     | 1     | Давид Бетлехем               | Мађарска         | 7:50.57 |         |
| 11. | 3     | 7     | Феј Ливеј                    | Кина             | 7:51.01 |         |
| 12. | 3     | 0     | Илија Сибирцев               | Узбекистан       | 7:51.98 |         |
| 13. | 2     | 6     | Лука де Тулио                | Италија          | 7:53.04 |         |
| 14. | 1     | 4     | Итан Ек                      | Канада           | 7:53.30 |         |
| 15. | 3     | 1     | Џанг Џаншуо                  | Кина             | 7:53.74 |         |
| 16. | 3     | 6     | Давид Обри                   | Француска        | 7:54.83 |         |
| 17. | 3     | 8     | Димитриос Маркос             | Грчка            | 7:54.88 |         |
| 18. | 2     | 0     | Гиљерме Коста                | Бразил           | 7:58.84 |         |
| 19. | 3     | 9     | Хуан Моралес                 | Колумбија        | 7:59.29 |         |
| 20. | 1     | 3     | Милан Војтко                 | Словачка         | 8:02.57 |         |
| 21. | 2     | 2     | Криштоф Рашовски             | Мађарска         | 8:05.09 |         |
| 22. | 2     | 9     | Ћу Хаојен                    | Малезија         | 8:08.62 |         |
| 23. | 1     | 5     | Арјан Нехра                  | Индија           | 8:21.30 |         |
| 24. | 1     | 6     | Лигјас Јоенсен               | Фарска Острва    | 8:21.60 |         |
| 25. | 1     | 2     | Кевин Теишеира               | Бразил           | 8:25.32 |         |
| 26. | 1     | 7     | Владимир Ернандез Мохаријета | Куба             | 8:41.26 |         |

## Финале
Финална трка је пливана истог дана, 30. јула са почетком од 19.02 часова по локалном времену.
| Пл. | Стаза | Пливач            | Репрезентација   | Време   | Нап. |
| --- | ----- | ----------------- | ---------------- | ------- | ---- |
|     | 4     | Ахмед Џоади       | Тунис            | 7:36.88 |      |
| 2   | 5     | Свен Шварц        | Немачка          | 7:39.96 |      |
| 3   | 7     | Лукас Мертенс     | Немачка          | 7:40.19 |      |
| 4.  | 3     | Боби Финк         | Сједињене Државе | 7:46.42 |      |
| 5.  | 6     | Виктор Јохансон   | Шведска          | 7:47.00 |      |
| 6.  | 2     | Кузеј Тунчели     | Турска           | 7:49.09 |      |
| 7.  | 8     | Бенџамин Гудеманс | Аустралија       | 7:50.72 |      |
| 8.  | 1     | Данијел Вифен     | Ирска            | 7:58.56 |      |